# Shama de Cebu
El shama de Cebu (Copsychus cebuensis; syn: Kittacincla cebuensis) és una espècie d'ocell de la família dels muscicàpids (Muscicapidae) endèmic de l'illa de Cebu, a les Filipines. El seu estat de conservació es considera en perill d'extinció.
A la Classificació del Congrés Ornitològic Internacional (versió 11.2, 2021) se'l considera al gènere Copsychus. Tanmateix, el Handook of the Birds of the World i la quarta versió de la BirdLife International Checklist of the birds of the world (desembre 2019) se'l classifica dins del gènere Kittacincla (K. cebuensis), juntament amb altres cinc espècies de shamas.